# Armand Assante

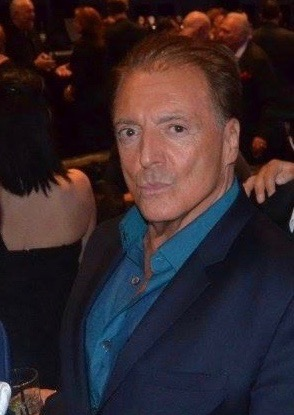
Armand Assante

Armand Assante (* 4. října 1949, New York, Spojené státy americké) je americký herec, malíř, básník a pedagog. Debutoval roku 1974 rolí ve snímku Páni Flatbushe. V roce 1978 ho Sylvester Stallone obsadil do svého režijního debutu Cesta k ráji. Mezi jeho další známé filmy patří například Prophecy (1979), Vojín Benjaminová (1980), Já, porota (1982), Nevěrně tvá (1984), Jack Rozparovač (1988), Hoffa (1992), Eldorádo (2000), 1492: Dobytí ráje (1992), Soudce Dredd (1995), Mafián (1996), Striptýz (1996), Odysseus (1997), Na břehu (2000), Poslední agent (2001), Maximální limit (2005), Pomsta mrtvého muže (2013), Montevideo, vidimo se! (2014) či Americký gangster (2007).
Objevil se též v seriálech Kojak, Columbo, Pohotovost, Námořní vyšetřovací služba, Chuck či Zákon a pořádek: Útvar pro zvláštní oběti.
Jde o držitele ceny Emmy za roli Johna Gottiho ve filmu Mafián (1996), který byl také čtyřikrát nominován na Zlatý glóbus.